# プレガンツィオール
プレガンツィオール（伊: Preganziol）は、イタリア共和国ヴェネト州トレヴィーゾ県にある、人口約17,000人の基礎自治体（コムーネ）。

## 地理

### 位置・広がり

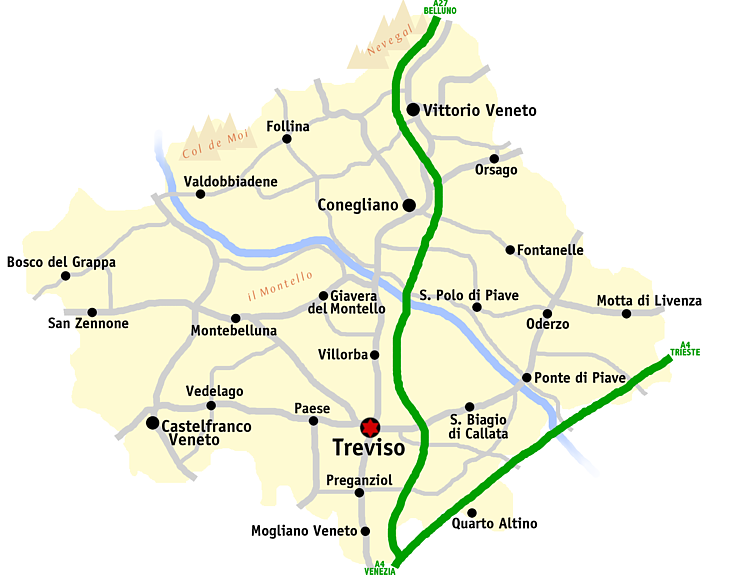
トレヴィーゾ県概略図

#### 隣接コムーネ
隣接するコムーネは以下の通り。
- カザーレ・スル・シーレ
- カジエール
- モリアーノ・ヴェーネト
- トレヴィーゾ
- ゼーロ・ブランコ

### 気候分類・地震分類
気候分類では、zona E, 2373 GGに分類される。
また、イタリアの地震リスク階級 (it) では、zona 3 (sismicità bassa) に分類される。

## 行政

### 分離集落
プレガンツィオールには、以下の分離集落（フラツィオーネ）がある。
- Frescada, Sambughè, San Trovaso